# Kentville (Nueva Escocia)
Kentville es un pueblo canadiense ubicado en el condado de Kings, en la provincia de Nueva Escocia. Es la Sede de condado.

## Demografía
En 2011, Kentville tenía una población de 6.094 habitantes.